# Сахаров Серафим Іванович
Серафим Іванович Сахаров (19 липня 1906, місто Тула, тепер Росія — ?) — радянський діяч органів державної безпеки, начальник УМВС по Дрогобицькій області.

## Біографія
З жовтня 1928 року служив у органах внутрішніх справ.
Перебував на відповідальній роботі в органах державної безпеки СРСР.
Член ВКП(б).
З березня 1945 по лютий 1951 року — заступник начальника Управління НКВС (МВС) УРСР по Миколаївській області.
У лютому (оф. 16 березня) 1951 — 19 березня 1953 року — начальник Управління МВС УРСР по Дрогобицькій області.
З 10 липня 1959 року — у відставці.
Подальша доля невідома.

## Звання
- сержант держбезпеки (13.01.1936)
- майор держбезпеки (20.10.1944)
- полковник

## Нагороди
- орден Червоного Прапора (20.10.1944)
- ордени
- медалі